# 세균의 세포 구조
세균의 세포 구조(영어: bacterial cell structure)는 세균의 세포 구조에 대해 설명한 문서이다. 세균은 단순함에도 불구하고 고유한 생물학적 구조와 병원성의 일부를 담당하는 잘 발달된 세포 구조를 가지고 있다. 세균은 고유한 많은 구조적 특징들을 가지고 있으며, 이러한 특징들은 고세균이나 진핵생물에서는 발견되지 않는다. 보다 더 큰 생물에 비해 세균의 구조가 단순하고 실험적으로 쉽게 조작할 수 있기 때문에 세균의 세포 구조는 잘 연구되어 왔으며, 이후에 다른 생물들에게 적용되는 많은 생화학적 원리들이 밝혀졌다.

## 세포 형태

세균은 다양한 형태로 존재한다.

아마도 세균의 가장 기본적인 구조적 특성은 형태(모양)일 것이다. 일반적인 예는 다음과 같다.
- 구균 (원형 또는 구형)
- 간균 (막대 모양)
- 구간균 (구형과 막대 모양의 사이)
- 나선균 (나선 모양)
- 섬유상 (길쭉한 모양)

## 같이 보기
- 세균
- 세포